# Jamajka na Letnich Igrzyskach Olimpijskich 2004
Jamajkę na Letnich Igrzyskach Olimpijskich 2004 reprezentowało 47 zawodników: 22 mężczyzn, 25 kobiet. Reprezentacja zdobyła 5 medali, wszystkie w lekkoatletyce.

## Zdobyte medale
| Medal  | Zawodnik                                                                             | Dyscyplina    | Konkurencja                        | Rezultat  |
| ------ | ------------------------------------------------------------------------------------ | ------------- | ---------------------------------- | --------- |
| Złoto  | Veronica Campbell-Brown                                                              | Lekkoatletyka | bieg na 200 m kobiet               | 22,05 s   |
| Złoto  | Tayna Lawrence Sherone Simpson Aleen Bailey Veronica Campbell-Brown Beverly McDonald | Lekkoatletyka | sztafeta 4 x 100 m kobiet          | 41,73 s   |
| Srebro | Danny McFarlane                                                                      | Lekkoatletyka | bieg a 400 m przez płotki mężczyzn | 48,11 s   |
| Brąz   | Veronica Campbell-Brown                                                              | Lekkoatletyka | bieg na 100 m kobiet               | 10,97 s   |
| Brąz   | Michelle Burgher Nadia Davy Sandie Richards Novlene Williams Ronetta Smith           | Lekkoatletyka | sztafeta 4 x 400 m kobiet          | 3:22,00 s |